# 未來體育館
未來體育館（葡萄牙語：Arena do Futuro）是一座位於巴西里約熱內盧巴拉達蒂茹的臨時性運動場館，2016年夏季奧林匹克運動會手球比賽和2016年夏季帕拉林匹克運動會盲人門球比賽將於此舉行。奧運會後，場館將拆除並從新組合為四所學校。